# Grislings store eventyr
Grislings Store Eventyr (eng: Piglet's Big Movie) er en amerikansk tegnefilm fra 2003.

## Medvirkende
| Figur       | Original stemme | Dansk stemme         |
| ----------- | --------------- | -------------------- |
| Grisling    | John Fiedler    | Lars Thiesgaard      |
| Peter Plys  | Jim Cummings    | John Hahn-Petersen   |
| Tigerdyr    | Jim Cummings    | Torben Zeller        |
| Ugle        | Andre Stojka    | Niels Weyde          |
| Kængu       | Kath Soucie     | Tammi Øst            |
| Kængubarn   | Nikita Hopkins  | Julian T. Kellermann |
| Æsel        | Peter Cullen    | Nis Bank-Mikkelsen   |
| Ninka Ninus | Ken Sansom      | Jens Zacho Böye      |
| Jakob       | Tom Wheatley    | Lukas Forchhammer    |